# (33951) 2000 MD5
2000 MD5 (asteroide 33951) é um asteroide da cintura principal. Possui uma excentricidade de 0.21270150 e uma inclinação de 7.51720º.
Este asteroide foi descoberto no dia 26 de junho de 2000 por LINEAR em Socorro.